# Nekkarisme
Het nekkarisme is een uitgestorven groepering binnen het kharidjisme die dicht bij het sufrisme staan. Deze groepering is ontstaan in de Maghreb in de tijd van de sjiitische Fatimiden. Hun geestelijke leider, Abu Ammar el Ama, was een trouwe bondgenoot van Abu Yazid die op zijn beurt Abu Obieda als spirituele leider had.